# عصر سایه‌ها
عصر سایه‌ها (انگلیسی: The Age of Shadows) فیلمی در ژانر درام به کارگردانی کیم جی-وون است که در سال ۲۰۱۶ منتشر شد. از بازیگران آن می‌توان به سونگ کانگ هو، گونگ یو و هان جی مین اشاره کرد.

## خلاصه
عصر، عصرِ امپراتوری ژاپن است و لی جونگ‌چول (سونگ کانگ هو)، افسر پلیس کره‌ای، به امپراتوری ژاپن (که کُره را در سیطرهٔ خود دارد) وفادار است و می‌کوشد در نظامِ آن ترفیع بگیرد. مبارزه‌ای برای استقلال کُره در جریان است و او با هاشیمُتو (اوم ته گو)، از کارکنانِ رده‌بالای پلیس ژاپن، موظف به سرکوبِ آن مبارزه است. رهبرِ جنبشِ استقلال، چه سان (لی بیونگ‌هون) می‌باشد. لی جونگ‌چول، دوستِ خود، کیم جانگ‌اُک (پارک هی سون)، از مبارزانِ جنبشِ استقلال را از دست می‌دهد و مبارزه برای استقلال‌خواهان سخت‌تر می‌شود. هرچند لی جانگ‌چول مشغولِ دستگیریِ دیگر اعضای استقلال‌خواه است اما مرگِ دوستش او را تحت تأثیر گذاشته و موجبِ همکاریِ او با استقلال‌طلبان (این بار با هماهنگیِ وو جین (گونگ یو)) می‌شود.
لی جانگ‌چول به استقلال‌خواهان یاری می‌رساند تا اَدَواتِ جنگیِ خریداری‌شده را پنهان و در قطار جابه‌جا کنند که هیروشیتو متوجهِ همکاریِ او با استقلال‌طلبان می‌شود و در یک درگیری در قطار توسط لی جانگ‌چول کشته می‌شود. لی جانگ‌چول و وو جین در دام می‌افتادند و بازداشت می‌شوند و حکمشان زندان است. لی جانگ‌چول زودتر از وو‌ جین از زندان آزاد می‌شود و با منفجر کردنِ ضیافتِ سَرانِ ژاپنی، انتقامِ خود را می‌گیرد.
فیلم با مشخص‌نشدنِ پایانِ کارِ وو جین، در حالی که دوربین روی دیوارنوشته‌ای در زندانِ وو جین با مضمونِ «مبارزان، زین‌جا می‌گذرند» (단원들 이곳을 다녀가다) ایستاده، تمام می‌شود.

### پاورقی‌ها
1. ↑  در متن کره‌ایِ رویِ دیوار از واژه‌ٔ «단원» استفاده شده‌است که یعنی «عُضو» و «دوست» و «رفیق»‌ و «برادر» اما منظورش همان اعضایِ جنبشِ مقاومت و مبارزانِ راهِ استقلال است. در فیلم هم می‌بینیم که اعضایِ جنبشِ استقلال‌طلبی یکدیگر را با واژگانِ اینگونه مخاطب قرار می‌دهند. این حرکت را مقایسه بکنید با رسمِ «رفیق»‌نامیدنِ مارکسیست‌ها یکدیگر را که در  اتحاد جماهیر شوروی مرسوم بود یا میانِ چپ‌گرایانِ دیگر نقاطِ جهان هم وجود داشت

1. ↑  "The Age of Shadows". باکس آفیس موجو. Retrieved September 12, 2016.
2. ↑  "The Age of Shadows". نامبرز. Archived from the original on 11 اكتبر 2016. Retrieved 5 October 2016. {{cite web}}: Check date values in: |archive-date= (help)

- مشارکت‌کنندگان ویکی‌پدیا. «The Age of Shadows». در دانشنامهٔ ویکی‌پدیای انگلیسی، بازبینی‌شده در ۱۸ نوامبر ۲۰۱۸.